# Championnats d'Europe de taekwondo 2000
Navigation
Édition précédente Édition suivante
Les championnats d'Europe de taekwondo 2000 ont été organisés du 4 au 7 mai 2000 à Patras, en Grèce. Il s'agissait de la treizième édition des championnats d'Europe de taekwondo.